# Cao nguyên M'Drắk

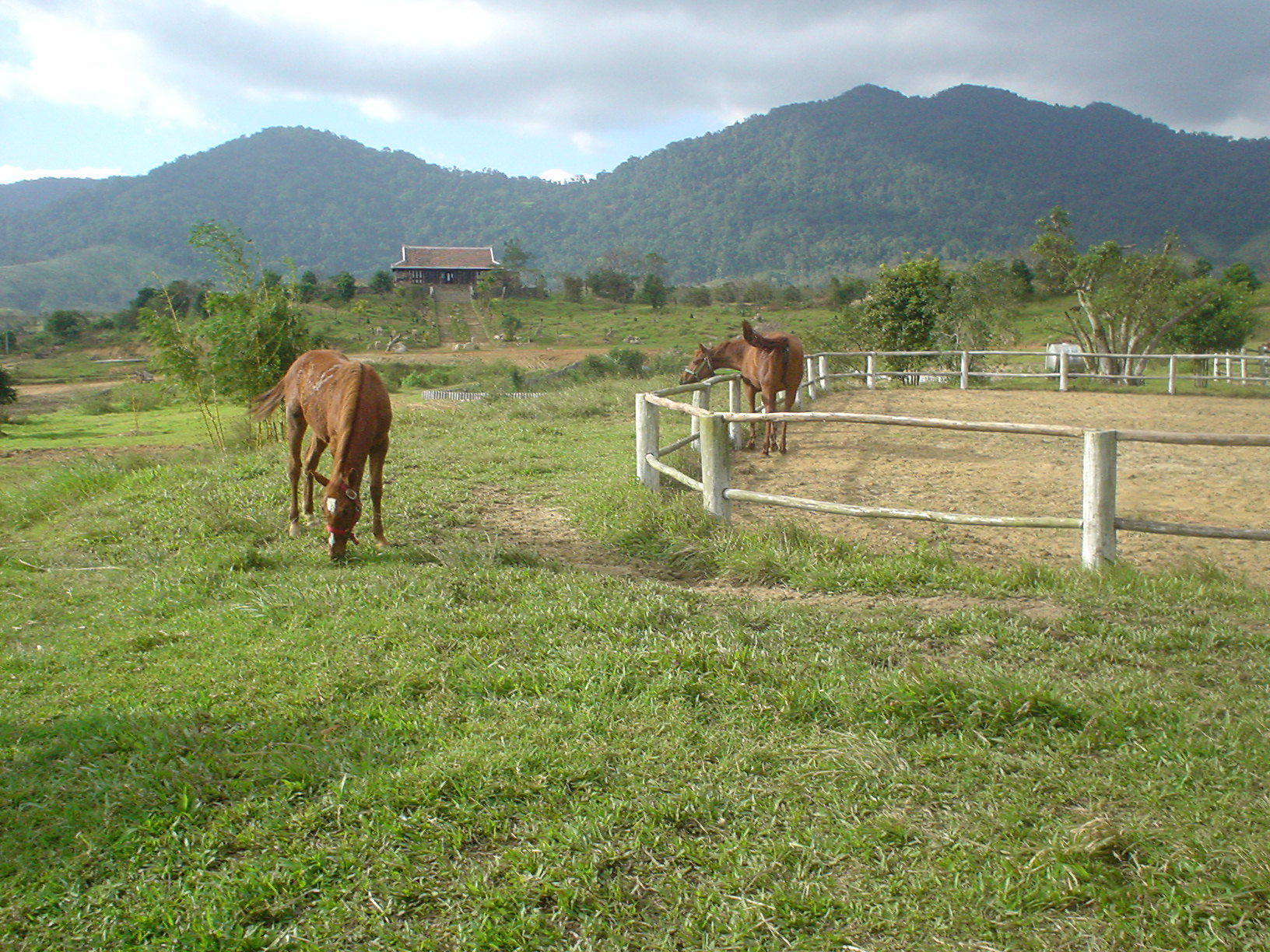
Thảo nguyên M'Drắk

Cao nguyên M'Drắk, hay cao nguyên Khánh Dương, là một trong những cao nguyên tại tỉnh Đắk Lắk, thuộc vùng Tây Nguyên Việt Nam. Cao nguyên này nằm ở phía Đông tỉnh tiếp giáp với tỉnh Khánh Hoà, độ cao trung bình 400–500 m.

## Địa hình
Cao nguyên này có địa hình gồ ghề với các dãy núi cao ở phía Đông và Nam, khu vực trung tâm có địa hình như lòng chảo cao ở chung quanh và thấp dần vào trung tâm.

## Khí hậu
Bị ảnh hưởng mạnh bởi khí hậu Đồng bằng duyên hải miền Trung nên mùa mưa đến rất muộn, vào tháng 9-10 hàng năm.

## Thổ nhưỡng, thực vật
Đất granit chiếm phần lớn diện tích với các thảm thực vật rừng thường xanh ở núi cao và trảng cỏ ở núi thấp và đồi thoải. Cao nguyên M'drăk có tài nguyên rừng dồi dào, đứng vào bậc nhất của Đăk Lăk còn có những đồng cỏ mênh mông thuận tiện cho chăn nuôi đại gia súc với quy mô lớn. Ở đây có rừng phòng hộ Núi Vọng Phu.

## Huyện M'Drắk
Nằm trọn trên cao nguyên này là huyện M'Drắk là một trong những huyện xa nhất của Đăk Lăk. Cửa ngõ phía Đông của tỉnh với con đèo Phượng Hoàng nối Đăk Lăk với Khánh Hòa. Huyện lỵ là thị trấn M'Drắk cách thành phố Buôn Ma Thuột 90 km, theo quốc lộ 26.

## Nghệ thuật
M'Drắk là cái tên quen thuộc với rất nhiều người Việt Nam bởi được nhắc đến trong bài hát Ơi M'Drắk của nhạc sĩ Nguyễn Cường:
"Nơi đây thảo nguyên, từng đàn bò đua nắng tung tăng mặt trời. Du dương kèn Đinh Năm, xa xăm ngọn Chư Prông, xa xăm biển rộng...Gái trai quê tôi da nâu mắt sáng vóc dáng hiền hoà..."

## Chùm ảnh về cao nguyên M'Drắk

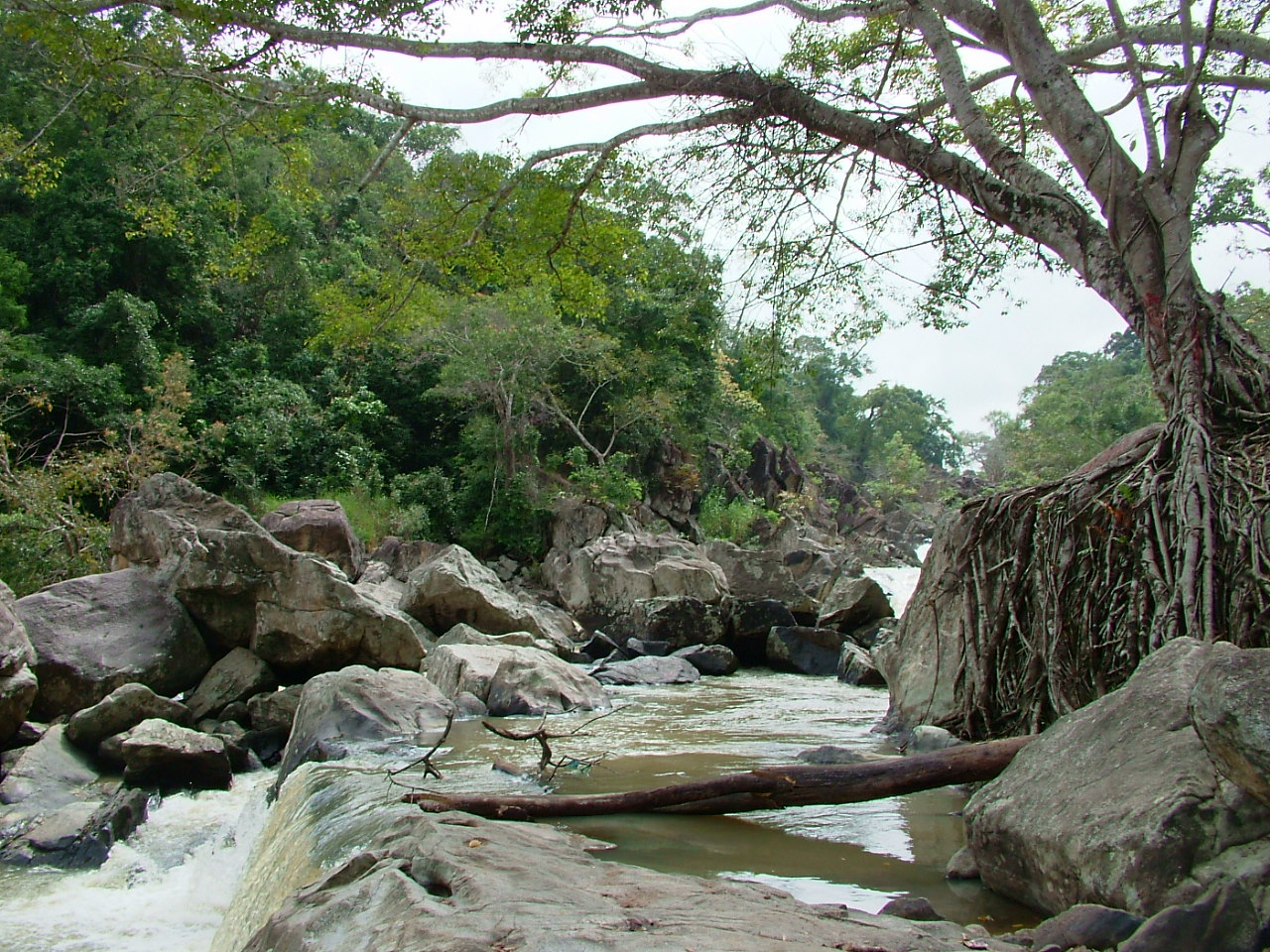
Thác Krông Jin ở M'Drắk
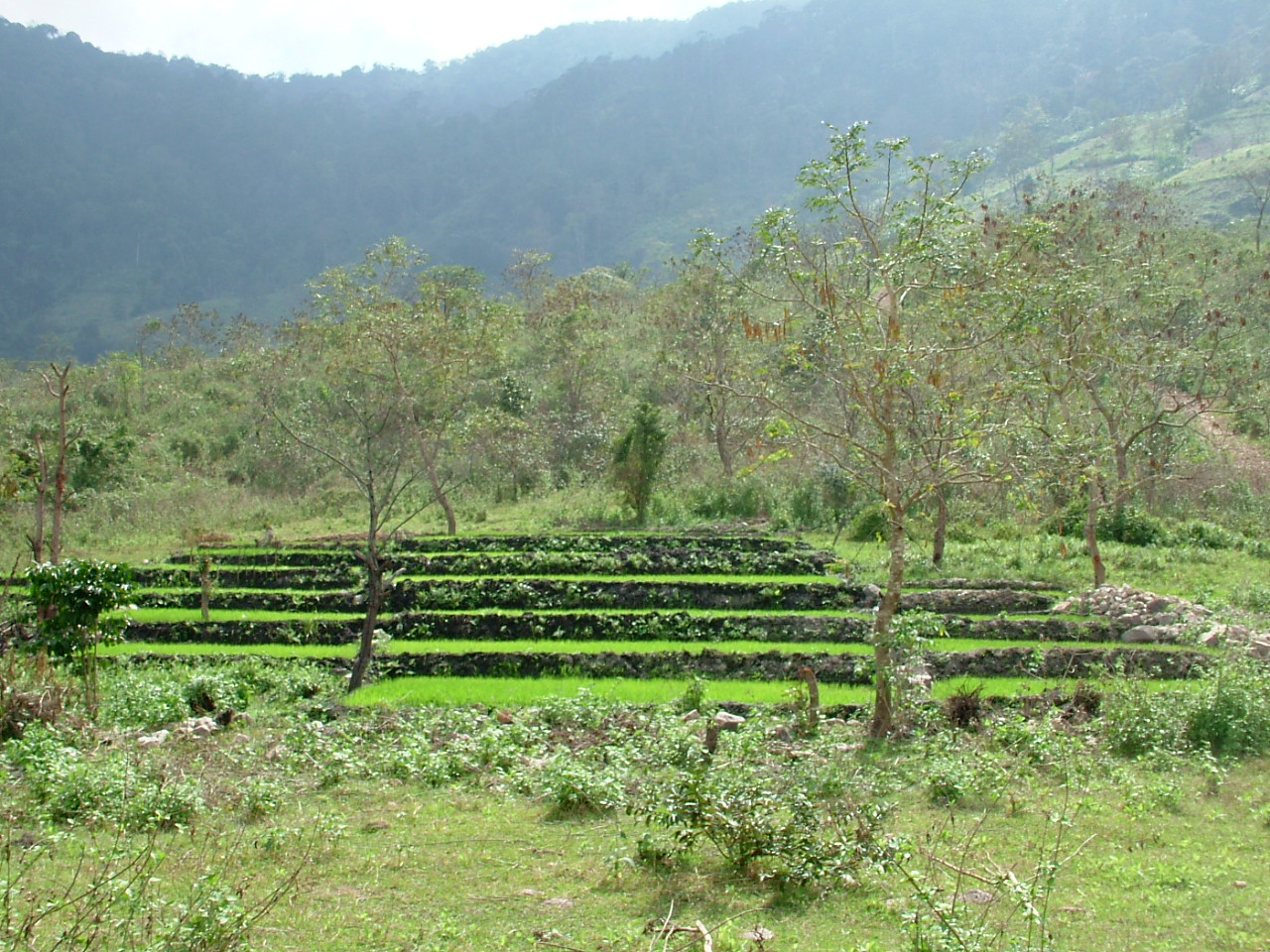
Ruộng bậc thang ở M'Drắk
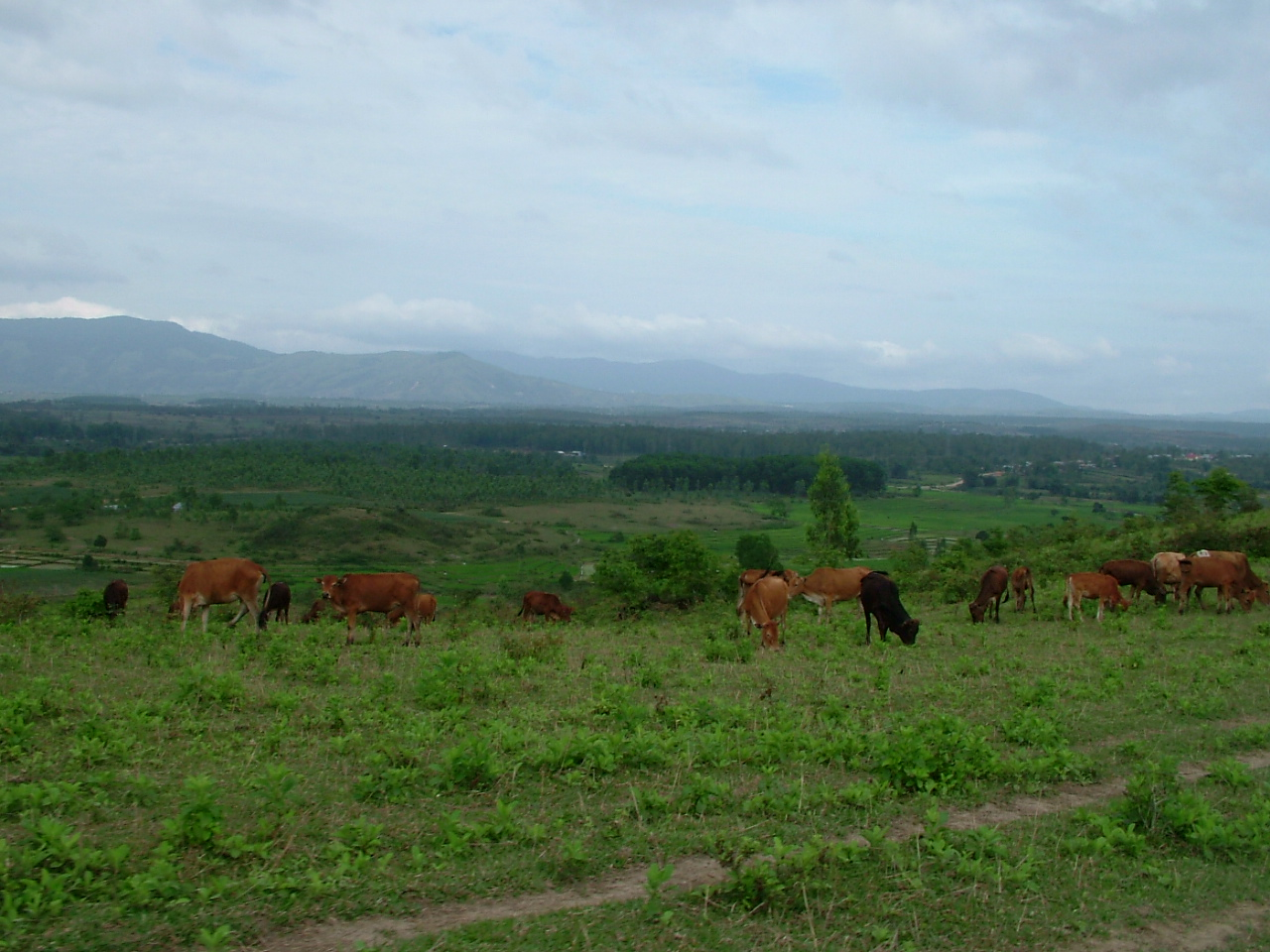
Đàn bò trên cao nguyên M'Drắk
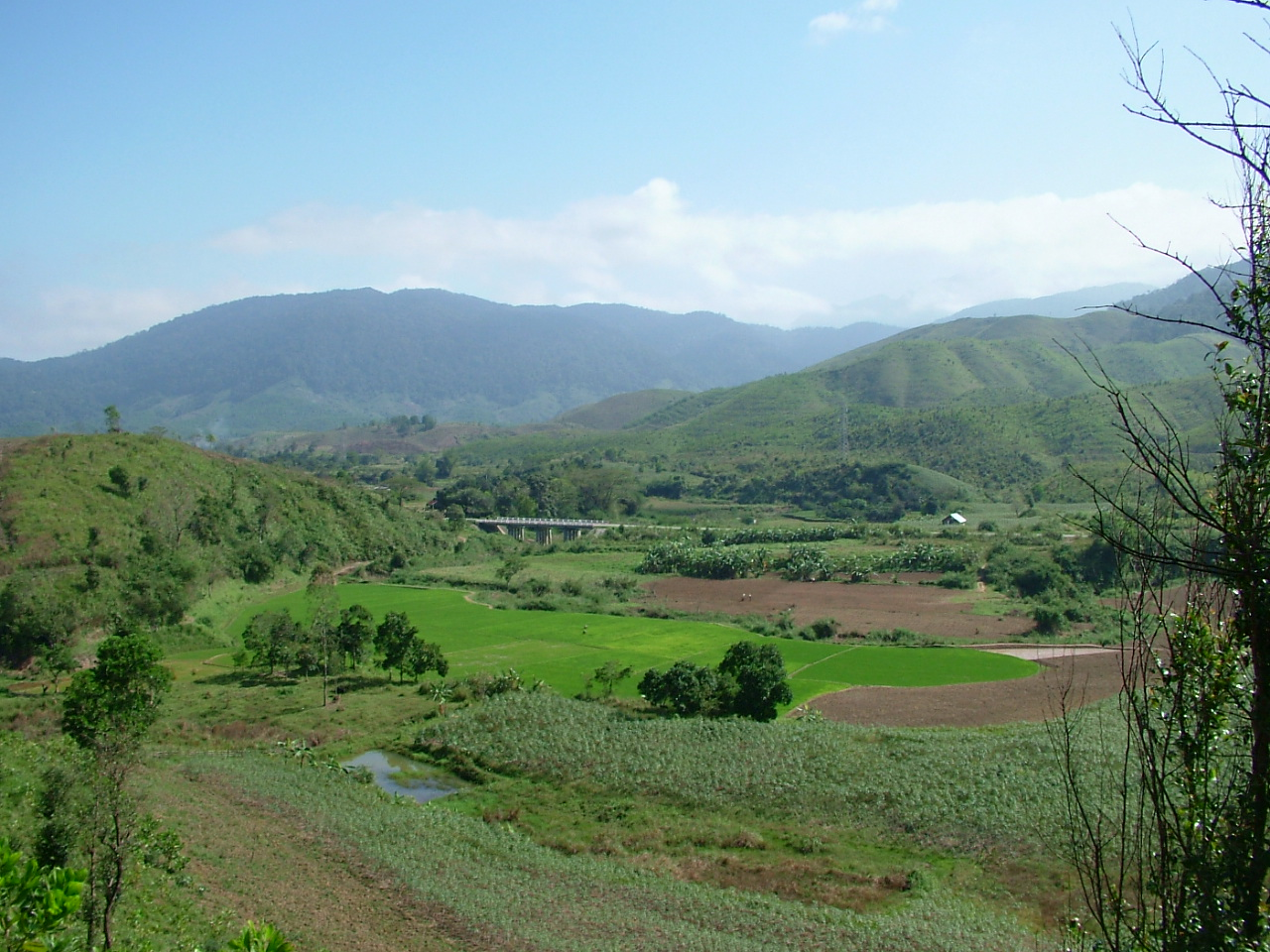
Một thoáng M'Drắk